# Csi (literă)

Litera grecească Csi, majusculă și minusculă

Csi (literă mare: Ξ; literă mică: ξ) este a paisprezecea literă a alfabetului grec. Numele literei se pronunță /ksi/ în greaca modernă și în limba română. În sistemul de numerale grecești, are valoarea de 60. Provine din litera feniciană samekh .
Csi nu trebuie confundat cu litera grecească χ Hi, care a dat forma literei latine X.

## În limba greacă

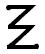
O variantă scrisă de mână a lui Ξ.

Și în greaca antică, și în cea modernă, Ξ reprezenta sunetul /ks/. În unele variante locale arhaice ale alfabetului grec, csi lipsea. De fapt, în special în Grecia continentală și Evia, se folosea litera hi (Χ și χ), folosită în prezent pentru /x/ sau /kʰ/. Pentru că în Italia se folosea această variantă, în alfabetul latin a împrumutat X și nu Ξ ca litera latină x.

## În alfabetul chirilic
Forma lui csi mic (ξ) a dat forma literei chirilice ksi, Ѯ (mare) și ѯ (mic), acum ieșită din uz.